# おにいちゃんのハナビ
『おにいちゃんのハナビ』は、2010年公開の日本映画。2010年9月11日、撮影の舞台となった新潟県で先行上映され、9月25日より全国公開された。

## 概要
新潟県小千谷市片貝町を舞台に、実際にあった話に基づいて描かれた作品である。妹の病気の治療のために東京からこの町に引っ越してきた一家。引きこもりになり心を閉ざしてしまった兄は、病弱な妹から勇気をもらい再生していくが、そんな最中、妹は白血病を再発させてしまう。家族が暮らすこの町では毎年、世界一の花火が打ち上げられる片貝まつりが開かれており、兄は妹のために大きな花火を打ち上げることを決意する。
この実話は2005年に放送された新潟県中越地震後の被災地を取り上げたドキュメンタリー番組で紹介されたことが、映画化になるきっかけとなった。
初日満足度ランキング（ぴあ映画生活調べ）では、同日（2010年9月25日）上映公開11作品中、第1位と高評価されている。

## その他
主演の高良健吾は以前、作中の須藤太郎と同様に新しい環境に馴染めず少しだけ引きこもった時期があった。
白血病と戦う妹を演じた谷村美月はこの作品で初めて坊主頭になった。

## キャスト
- 須藤太郎：高良健吾
- 須藤華：谷村美月
- 須藤登茂子：宮崎美子
- 須藤邦昌：大杉漣
- 岡崎佳代：早織
- 小林アツシ：尾上寛之
- 手島カスミ：岡本玲
- 早瀬ヒロ：剛力彩芽
- 藤沢道子：能世あんな
- 松田美奈：重廣礼香
- 野本千鶴：森康子
- 有馬幸生（担任）：佐藤隆太
- 中原幸子（看護師）：朝加真由美
- 関山高志（担当医）：佐々木蔵之介
- 久保工場長：塩見三省
- 広瀬麻百合、渋谷謙人、末広透、塩見大貴、ト字たかお、鈴木麻衣花　ほか

## スタッフ
- 監督：国本雅広
- 脚本：西田征史
- 音楽：小西香葉、近藤由紀夫
- 主題歌： 藤井フミヤ 「今、君に言っておこう」
- 煙火指導：本田正憲（片貝煙火工業）
- 協力：片貝煙火協会、浅原神社、片貝煙火工業、片貝町伝統芸能保存会
- ロケ協力：新潟県観光局、新潟県フィルムコミッション協議会、燕三条フィルムコミッション、長岡ロケなび、にいがたロケーションネットワーク、八王子フィルムコミッション ほか
- 医学監修：東京医科大学
- スタジオ：日活撮影所
- VFX・現像：IMAGICA
- 特別協力：朝日新聞社
- 宣伝協力：アサツー ディ・ケイ
- 製作者：木下泰彦、鈴木聡、川城和実、尾越浩文、狩野直人、小野寺丈士、清水正彦
- エグゼクティブプロデューサー：三宅澄、鈴木聡
- アソシエイトプロデューサー：坂上直行、河野聡
- プロデュース：加藤悦弘、小松万智子
- 企画：安田匡裕
- 製作委員会メンバー：ミコット・エンド・バサラ、ケイファクトリー、バンダイビジュアル、ポニーキャニオン、アプレ、ホリ・エージェンシー、ビーグル
- 制作プロダクション：エネット

## 漫画
2010年からYOMBAN（Webコミックゲッキン）で不定期連載が行われた。全3話。作画は渡瀬のぞみ。